# Les Charmilles
Pour les articles homonymes, voir Charmille (homonymie).

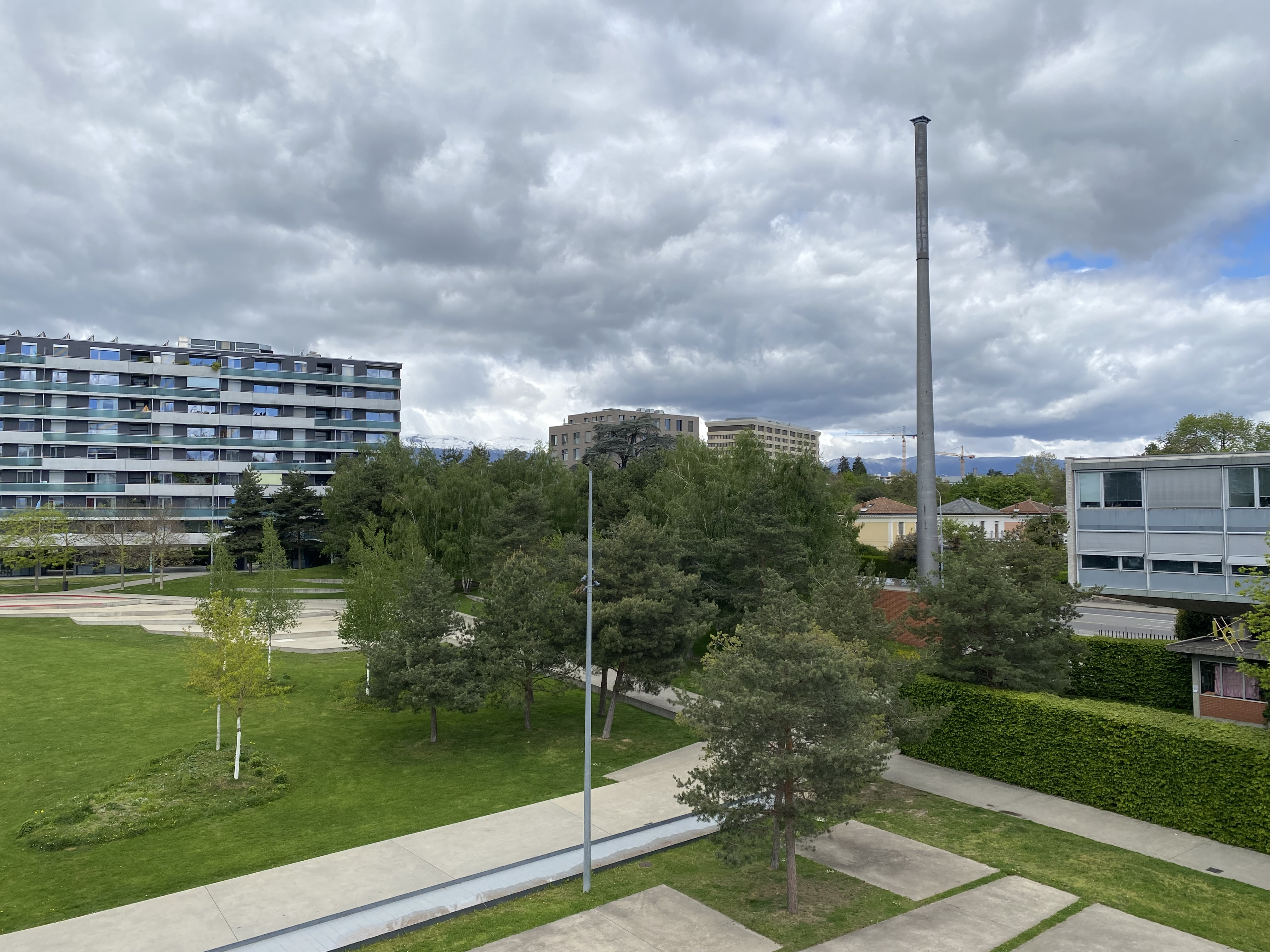
Vue de la butte entre le parc Hentsch et l'avenue de Châtelaine.

Les Charmilles sont un quartier de la ville de Genève, en Suisse, situé sur la rive droite du Rhône.
C'est aussi le nom de l'ancien stade de football du Servette FC, inauguré le 28 juin 1930 devant 14 000 spectateurs et où le dernier match s'est tenu le 8 décembre 2002 avant que le stade ne soit démoli pour laisser place à un parc public ainsi qu'un immeuble d'habitations.
Pendant tout le XXe siècle, les Charmilles ont été - avec Châtelaine, le quartier voisin situé sur la commune de Vernier - une zone de manufactures, à caractère populaire et ouvrier. Actuellement, avec le déplacement du stade et de la plupart des industries en dehors de la ville, le quartier est en pleine redéfinition.